# Crocifissione di Cristo (Zenone Lavagna)
La Crocifissione di Cristo, detta a' Tila, è un dipinto del pittore Zenone Lavagna del 1896. Di grandi dimensioni (15 m per 10 m), è conservata nella chiesa di Santa Maria Immacolata di Belpasso, nella città metropolitana di Catania, dove viene esposta durante la settimana che precede la Pasqua.

## Descrizione
Raffigura nella parte destra Cristo sulla Croce, già esanime, con ai piedi Maria Maddalena, mentre nella parte sinistra si trovano la Madonna e un'altra donna. Sullo sfondo, con colori cupi blu-verdastri, sono raffigurate le mura di Gerusalemme e un corteo funebre di sei figure, due delle quali sono identificabili come soldati romani.
La composizione del quadro si articola secondo diagonali (la cresta del monte a sinistra, terminante ai piedi della Maddalena, e le braccia tese della Madonna a destra) che fanno convergere lo sguardo nella parte centrale.
La scena rappresenta l'atto già compiuto, Cristo esanime è abbandonato a se stesso, il capo reclinato e rivolto verso la terra, accentuato per di più dalle due ciocche di capelli che inquadrano il viso. Ai piedi della croce la Maddalena è quasi avvinghiata alla base della stessa, il suo corpo è possente, quasi pesante, avvolto da un manto blu, le uniche parti scoperte sono la spalla e il braccio sinistro stretto ai piedi del Cristo, come a ricordare il suo passato di donna peccatrice e redenta attraverso la lavanda dei piedi di Gesù. La Vergine è nell'atto della disperazione, è quasi inginocchiata perché sorretta da una donna, le mani sono protese verso il Cristo quasi a volerlo accarezzare e sostenere per l'ultima volta. Un bagliore, o un tramonto in lontananza ci dice che la scena si è svolta nelle ore serali. 
La tela, come testimonia l'epigrafe, scritta dal nipote, Giuseppe Lavagna, è rimasta incompiuta, con lacune di colore, colpi di pennello veloci e parti non finite o appena abbozzate.